# Бангладеш
Бангладеш (бенг. বাংলাদেশ), или званично Народна Република Бангладеш (бенг. গণপ্রজাতন্ত্রী বাংলাদেশ- Гонопроџатонтри Бангладеш) је држава у јужној Азији, која чини источни део древног региона познатог као Бенгал. Бангладеш (বাংলাদেশ) дословно значи „Земља Бенгала“. Лежи северно од Бенгалског залива, а копнене границе има са Индијом и Мјанмаром. У близини се налазе Кина, Непал и Бутан. Са својих 169 милиона становника, Бангладеш је осма земља на свету по броју становника, земља која је склона великим поплавама услед великих монсунских киша, али и услед изливања река Ганг и Брамапутре, које формирају заједничку делту и сливови им заузимају знатну површину ове претежно низијске пољопривредне земље. Ова земља попут Индије, има велики проблем са корупцијом, неписменошћу, сиромаштвом, временским непогодама услед јаке монсунске климе која узрокује јаке суше и поплаве. У Бангладешу постоји знатан број квалификоване јефтине радне снаге, која ради у текстилној индустрији. Службени језик је бенгалски, а главни и највећи град је Дака. На формирање Бангладеша као независне државе, утицао је Бангладешки ослободилачки рат из 1971. године, који је за последицу имао велики број жртава и избеглица.

## Историја
Већ дуго постоји напредна цивилизација у данашњем Бангладешу, некада источном делу региона Бенгал. Скорашњи докази говоре о цивилизацијама које датирају из 500. п. н. е., а чак постоје тврдње о постојању социјалних структура око 1000. п. н. е. Један од најранијих историјских сведочанстава је помен земље Гангаридаи у Старој Грчкој око 100. п. н. е. Сматра се да та реч потиче од Гангахрд (земља са Гангом у свом средишту) и верује се да означава област у Бангладешу.
Ипак, конкретнији докази политичког ентитета у Бенгалу се појављују са Шашанком у 7. веку нове ере. Уследиле су (мада не непосредно) династије Пала и Сена. Пала династија је била будистичка док су и Шашанка и Сене били хиндуси.
Бенгал је прихватио ислам у 13. веку и развио се у богати трговачки и индустријски центар под Могулским царством током 16. века. Европски трговци су се појавили у касном 15. веку, а до касног 18. века Британска источноиндијска компанија је контролисала регион, из чега су Британци проширили своју власт на целу Индију. Када је Индија стекла независност 1947, из политичких мотива је била подељена у исламску државу, Пакистан, и секуларну Индију.
Подела Индије је учинила да Бенгал буде подељен у две нове државе: муслимански источни део, Источни Бенгал, који одговара данашњем Бангладешу, и западни део, индијска држава Западни Бенгал. Укидање заминдари система (класна подела друштва) у Источном Бенгалу (1950) је било важан тренутак у стварању Бангладеша као „народне државе“. Језички покрет 1952. је успоставио право бенгалске заједнице да говори својим језиком. 1955, влада Пакистана је променила име провинције из Источни Бенгал у Источни Пакистан.
Источним Пакистаном је владао Западни Пакистан, који је обухватао остатак Пакистана (Западни Пенџаб, Синд, Белуџистан, и Северозападна Гранична Провинција). Упркос чињеници да је Источни Пакистан доносио већи део националног дохотка, посебно кроз извоз јуте, већина улагања у развој је вршена у Западном Пакистану. Тензије су досегле врхунац 1971, након отвореног, недемократског одбијања пакистанског председника Јаје Кана, војног вође, изборних резултата који су донели Авами лиги велику премоћ у парламенту (167 од 169 места одређених за Источни Пакистан);.
Под вођством шеика Муџибура Рахмана, познатог као Бонгобондху (Bôngobondhu) (пријатељ Бенгала), Бангладеш је започео своју борбу за независност. Званични почетак рата је уследио након једног од најкрвавијих геноцида модерних времена, који је извршила пакистанска војска над бенгалским цивилима 25. марта, 1971. Практично сва бенгалска интелигенција је елиминисана. Овај геноцид је један од најстрашнијих по броју погинулих након Другог светског рата. Захваљујући напорима Западног Пакистана да се реши страних новинара, тешко је доћи до тачних бројки, али неке процене говоре о 50.000 мртвих у прва три дана операције Рефлектор, коју је извела пакистанска војска.
Више од десет милиона Бенгалаца је пребегло у суседну Индију. Ово је довело до жестоког економског притиска на Индију, и тадашња индијска премијерка, Индира Ганди је од западних земаља морала да тражи помоћ.
Бангладешки ослободилачки рат се одиграо током Хладног рата. Сједињене Државе и Народна Република Кина су сматрали рат унутрашњим питањем Пакистана, чиме су практично подржали Западни Пакистан. Међутим, Индија, СССР са својим савезницима, као и народ Јапана и западних земаља су снажно подржавале Бангладеш. Да би се стекла стратешка предност над Сино-САД-пакистанском осовином, Споразум о индо-совјетском пријатељству је потписан 9. августа, 1971."
Индија је због свог географског положаја и војног антагонизма према Пакистану, као и због економских и социјалних проблема које је узроковао дотицај избеглица на њену територију, снажно подржала Бангладеш, посебно након што је и СССР пружио подршку. Стратешки, независност Бангладеша би за Индију значила један фронт мање за борбу са Пакистаном. Такође ваља поменути да су одређене регионалне владе дале подршку на етничким основама. 27. марта, 1971, премијерка Индије, Индира Ганди је изразила пуну подршку своје владе борби за слободу. Бангладешко-индијска граница је отворена да би се допустило измученим и застрашеним Бенгалцима да нађу склониште у Индији. Владе Западног Бенгала, Бихара, Асама, Мегхалаје и Трипуре су успоставиле избегличке кампове дуж границе. Ови кампови су омогућили и регрутовање бораца. Главни штаб бангладешких снага је успостављен у Калкути почев од 12. априла.
Током рата, упркос жестоком противљењу владе Западног Пакистана, BBC је наставио да прати догађаје преко BBC Бангла радио служби у Јужној Азији. Међу међународним напорима да се подигне стање свести о догађајима у Бангладешу је био и Концерт за Бангладеш, бившег Битлса, Џорџа Харисона.
Пакистанска влада је ухапсила Муџибура Рахмана који је идентификован као најутицајнија бенгалска фигура. Пре него што је ухапшен, шеик Муџибур Рахман је формално и званично прогласио независност, 26. марта. Стога се овај датум сматра Даном независности Бангладеша. 27. марта, Зиаур Рахман, тада армијски мајор (а председник Бангладеша много касније), је објавио декларацију независности Бангладеша у име врховног вође, Бонгобондхуа, преко привремени радио-предајник у Калургату близу лучког града Читагонга. Уз помоћ бенгалских официра, подршку цивила и војно/хуманитарну помоћ из Индије, Бангладеш је брзо формирао редовну војску, као и герилске снаге познате као Мукти бахини (борци за слободу), наоружану групу коју су чинили углавном млади студенти, радници, фармери и други цивили. Поред напада на пакистанску војску, Мукти бахини су пружали локалне обавештајне податке и вођство од немерљивог значаја здруженим снагама војсци Бангладеша и Индије, које су напале окупациону војску Западног Пакистана (80.000), раног децембра 1971. За две недеље од индијске инвазије, 16. децембра, 1971, пакистанска војска се формално предала источној команди индијске армије, која је трансформисала Мукти Бахини у ефективну борбену силу. Индија је заробила 93.000 ратних заробљеника, који су одведени у логоре у Индији, како би се избегле репресалије бангладешког становништва. Нова држава, Бангладеш је успостављена, и шеик Муџибур Рахман, који је био затворен у Западном Пакистану од марта, тријумфално се вратио као први премијер. Индија је повукла своје трупе из Бангладеша у року од три месеца од краја рата. Становници Бангладеша и данас памте по злу пакистански режим из периода пре и током рата.
Након рата шеик Муџибур Рахман је постао премијер, и касније председник Бангладеша. Њега, и већи део његове породице масакрирала је незадовољна група армијских официра 15. августа 1975. Након његове смрти (генерал-мајор) Калед Мушараф је повео војни пуч, 3. новембра 1975. Мушараф је убијен у контра-пучу, 7. новембра 1975. На крају је генерал Зиаур Рахман дошао на власт. Касније је постао председник. Међутим, 1981, је и он убијен у новом пучу у Читагонгу. Године 1982. генерал Хосаин Мохамад Ершад је организовао ненасилни пуч. Ершад се касније прогласио председником основао нову политичку партију, Џанадал, којој је касније променио име у Партија Џатија. Ершад је владао до 1990. када га је народна побуна приморала да да оставку и отвори врата парламентарној демократији.
Почетком августа 2024. премијерка Бангладеша Шеик Хаисна је поднела оставка и побегла из земље.

## Географија
Бангладеш је изразито низијска земља која заузима подручје доњег тока и највећи део заједничке делте Брамапутре и Ганга. Лежи између 20° и 27° северне географске ширине, и 88° и 93° источне географске дужине. Територија Бангладеша се може поделити у две географске целине: широка равница формирана око речне мреже и брдски појас на југоистоку земље. Једини брдовити део Бангладеша чини појас Читагонг брда, који се налази на југоистоку земље. Врх Кеокрадонг, који се налази на 1.230 m надморске висине, је највиши врх у Бангладешу. Од укупне површине земљишта, око 67% заузима обрадиво земљиште, док шумско подручје заузима 17%.

### Геологија и рељеф
Око 12% површине Бангладеша заузимају брда и планине. Највиша тачка државе је врх Сака Хапхонг са висином од 1,064 мнв. У прошлости, врхови Кеокрадонг или Танцинг Донг сматрани су највишима. Скоро цела територија земље је на висини од тек неколико десетина метара изнад нивоа мора. Сви досадашњи покушаји подизања стабилне бране, која би спречавала да огромне количине воде изазову поплаве, били су неуспешни. Циклони сваки пут оштећују градове и села огромним таласима, а реке које се изливају из свог корита уништавају њиве.

### Воде
Кроз територију Бангладеша протичу две реке које се уливају у Бенгалски залив пошто су се у њима здружиле воде притока из целе Азије - Ганг и Брамапутра. Корита ових река се рашчлањују на хиљаде малих рукаваца и на овај начин отежавају речну пловидбу. Највећи део територије Бангладеша заузимају речни системи. Делта коју ове две реке са њиховим притокама праве на улазу у Бенгалски залив је највећа делта на свету. Усљед разгранатости речне мреже у Бангладешу земљиште је изузетно равно и веома плодно. Ове алувијалне равне заузимају око 80% територије Бангладеша и формирају целину која се назива Бангладешка равница. Ипак, с обзиром да се равница највећим делом налази у нивоу мора, често долази до поплава.

### Клима
Бангладеш има тропску монсунску климу коју карактеришу високе температуре и велика влажност. Постоје три годишња доба: топло лето (од марта до јуна), сезона монсуна (од јуна до новембра), и блага зима (од децембра до фебруара). За време сезоне монсуна падне чак 80% годишње количине падавина. Најхладнији месец је јануар са дневним температурама које се крећу око 26 °C, док је април најтоплији месец када се температуре крећу од 33 °C до 36 °C.
Суша траје од новембра до априла. Просечне температуре износе 19 °C у јануару, 28 °C у јулу. Бангладеш спада у државе са највише падавина у току године. Природне непогоде као што су поплаве, торнада, тропски циклони, плиме и осеке јављају се скоро сваке године. Циклон који је погодио Бангладеш 1991. године погинуло је око 130.000 људи. У септембру 1998. године, Бангладеш су погодиле најтеже поплаве у модерној светској историји. Тада је скоро 2/3 земље било под водом. Више од 300.000 кућа је порушено (поплављено), 9.700 км путне мреже је оштећено, 1.000 људи је погинуло и скоро 30 милиона људи је остало без крова над главом .
Услед јаких ветрова, територију Бангладеша често погађају природне непогоде: тропски циклони, торнада и плимски таласи. Најразорнији тропски циклон који је икада забележен у свету погодио је територију Бангладеша 1970. године.

### Флора и фауна
Бангладеш има разноврстан биљни и животињски свет. Посебно је богат животињски свет, јер у дивљини живе азијски слон, носорог, тапир, али животиње којима је ова земља велико станиште јесу бенгалски тигар и бенгалска лисица. У Бангладешу од животиња живе и разне врсте змија, као што су кобра и питон, слепи мишеви, затим Бенгалски залив је препун мангрове где има и ража, ајкула и разних тропских риба.

## Административна подела
Бангладеш је подељен у седам управних области (дивизија), од којих сваки носи име највећег града у области:
- Барисал
- Дака
- Кулна
- Раџшахи
- Рангпур
- Силхет
- Читагонг

Дака је главни град и највећи град Бангладеша. Остали већи градови у земљи: Читагонг, Кулна, Рајшахи, Силхет, Барисал, Цомила, Рангпур. У великим градовима, постоји процедура избора градоначелника, док за остале општине градоначелника бира председник.

## Становништво
Изузев врло малих држава попут Сингапура и Бахреина, Бангладеш је најгушће насељена земља на свету. Са 1305 становника/км², Бангладеш се често пореди са индонежанским острвом Јава.
Бангладеш је етнички хомоген - Бенгалци чине 98% становништва Велика већина говори језик бангла, или бенгали. Преостала два процента махом говоре урду, небенгалски муслимани из индијских региона као што је Бихар. Значајан број не-бенгалских племенских група насељава брдска подручја Читагонг у југоисточним и северним регионима Бангладеша, укључујући делове дистрикта Мјеменсинг (Mymensingh), Силхет (Sylhet), Рангпур (Rangpur). Скоро сви не-бенгалци говоре бангла као други језик.
Већина Бангладешана (око 88,7%) су муслимани, али хиндуси чине значајну (9,5%) мањину. Такође постоји мали број будиста, хришћана, и анимиста. Бенгали, индоаријски језик, користи писмо слично деванагарију. Службени је језик, мада је енглески прихваћен у службеним дужностима и (високом) образовању.
Средином осамдесетих, влада је започела програм контроле рађања, како би успорила раст становништва, али је ова политика била ограниченог успеха. Међутим, влада је постигла значајне резултате у спречавању многих дечјих болести, кроз ефективан национални програм имунизације, тако да је просечан број деце по породици спао са 5,5 1985. године, на 2,0 2020. године.
Велики број људи је без земље, или је приморан да живи на опасним равницама подложним поплавама, што доводи до ширења болести путем воде, а посебан проблем представљају воде богате арсеником. У напорима да зауставе ширење патогена попут колере и дизентерије, међународне организације су почеле да промовишу изградњу бунара широм земље. Неколико година након што је овај програм проширен, преко четвртине популације је почело да показује симптоме тровања арсеном. Ефекти воде затроване арсеником и даље остају проблем.
Велика већина становника живи у руралним областима (61%), док 39% становиштва живи у градовима. Популација је релативно млада, просечан становник има 28 година. 26% популације је млађе од 14 година, а око 5% има 65 или више година.
Бангладеш је познат по топлим температурама, тако када је у јануару 2013. године измерено +3 °C 80 људи је умрло од хладноће.

### Урбани центри
Највећи град је Дака, главни град државе са око 10,2 милиона становика. Остали већи урбани центри су Читагонг са 3,2 милиона, Газипур са 2,6 милиона, Нарајанганџ са 967 хиљада и Кулна са 718 хиљада

## Образовање
Образовање у Бангладешу у великој мери субвенционише држава, која руководи мноштвом школа и колеџа у примарном, секундарном и вишем секундарном нивоу, као и многим јавним универзитетима. Цела држава је подељена у седам образовних одбора (Дака, Читагонг, Раџашахи, Џесоре, Баришал, Силхет и Комила образовни одбор) који надгледају образовање од примарног до вишег секундарног нивоа. Влада такође прибавља велики део новца за плате учитеља у не-владиним школама. Како би се промовисала писменост међу женама, образовање је за женске студенте бесплатно све до вишег секундарног нивоа. Такође постоји програм, који финансира влада, који даје подстреке попут стипендија за наставак образовања у секундарном нивоу.
У Бангладешу постоји 22 јавна универзитета. Пет од њих обезбеђују инжењерско образовање, а остали су општи универзитети.
Стопа писмености износи 74,7%, 77,4% за мушкарце и 71,9% за жене.

## Политика
Политичко-правни систем Бангладеша је уређен на основу Устава из 1972. године. Бангладеш се овим Уставом проглашава за народну, демократску, социјалистичку и секуларну државу. Устав је суспендован 1982. године услед војног пуча и поново враћен на снагу 1986. године. Од 1972. године па до данас, основни текст Устава није значајно мијењан, осим што је закључно са 2011. годином усвојено петнаест амандмана.
Извршна власт је састављена од председника државе и владе на челу са премијером. Целокупна моћ извршне гране власти у Бангладешу је сконцентрисана у влади коју води премијер. Председник именује за премијера оног члана парламента који има подршку скупштинске већине за формирање владе. Законодавну власт у земљи врши једнодоми парламент. Парламент има 300 чланова који се бирају на мандат од 5 година. Уставним амандманом из 2011. године 50 места у парламенту је резервисано за жене. Парламент функционише све док је извршна власт у стању да обезбједи подршку скупштинске већине. Оног тренутка када неки законски приједлог не може да буде изгласан услед недостатка потребне већине, председник може да распусти парламент и распише нове парламентарне изборе.
Правосудни систем Бангладеша се састоји од Врховног суда, нижих судова и општих судова. Председавајућег Врховног суда, као и остале судије овог суда, именује председник државе. Врховни суд Бангладеша има надлежност не само да интерпретира законе које доноси парламент, већ и да их прогласи ништавим уколико оцени да ти закони штете фундаменталним правима грађана.

## Привреда
Бангладеш је једна од најсиромашнијих држава на свету. Преко 40% становништва Бангладеша зарађује мање од 1 долара дневно. Са друге стране, Бангладеш од 1996. године успева да бележи стабилан и значајан привредни раст, и то упркос политичкој нестабилности, слабој инфраструктури и спорој примени пакета економских реформи. Током последњих неколико година вредност раста реалног бруто домаћег производа (ГДП) је износила од 5 до 7%. У 2011. години реални бруто домаћи производ (ГДП) је износио 6,7%. Више од половине вредности ГДП се добија из сектора услуга. Највећи проценат Бангладежана, чак 45% је запослен у пољопривредном сектору. Значајни пољопривредни извозни производи су пиринач, јута, шећер, маниока, свила, памук, бибер, кари и остали зачини итд.
Бангладеш је један од највећих светских произвођача: риже (4. место у свету), кромпира (11.), манго (9.), ананаса (16.), тропског воћа (5.), лука (16.), банана (17.), јуте (2.), чај (11.). Три четвртине прихода у извозу добијају, заправо, од текстилних производа. Рангирани су као 4-ти највећи извозник одеће у свету.
Препреке развоју су: чести циклони и поплаве, неефикасне фирме у државном власништву, лоше управљање лукама, вишак радне снаге, неефикасна употреба енергије, посебно природног гаса. Остали недостаци су: недостатак електричне енергије, спора примена економских реформи, политичка трвења и корупција. Светска банка извјештава да је Бангладеш, упркос недаћама, остваривао просечан годишњи раст од 5%, рачунајући од 1990. године.
У Бангладешу је приметан пораст и развој средње класе, као и његове потрошачке индустрије. Финансијска институција Голдман Сакс је ову земљу прогласила као једну од "Следећих 11 (Next Eleven)", заједно са Египтом, Индонезијом, Вијетнамом и других седам држава, у смислу очекиваног развоја привреде.
Међународне корпорације и локалне велике компаније много улажу у развој привреде, између осталих: Beximco, Square, Akij Group, Ispahani, , , Habib Group, KDS Group, Dragon Group, као и Unocal Corporation и Chevron. Сектор природног гаса је приоритет.